# ناحیه معدان
ناحیه معدان (به عربی: ناحیة معدان) یک ناحیه در سوریه است که در منطقه رقه واقع شده‌است. ناحیه معدان ۴۲٬۶۵۲ نفر جمعیت دارد.